# V (Den sista striden)
V: Den sista striden (engelska: V The Final Battle) är en amerikansk miniserie i tre delar från 1984. Den är fortsättning på miniserien V från 1983. I den serien anlände utomjordingar till jorden och sa sig komma i fredliga avsikter men sanningen var en annan och en liten skara människor i Los Angeles, Kalifornien genomskådade dessa och bildade en motståndsrörelse.

## Handling
Motståndsrörelsen i Los Angeles fortsätter sin kamp mot de invaderande utomjordingarna och upptäcker också att inte alla utomjordingar tycker att invasionen är rättfärdigad. Till exempel ansluter sig en av utomjordingarna, Willie, till motståndsrörelsen.

### Fotnoter
1. ↑  ”V: The Final Battle (1984) Mini-Series TV Review” (på engelska). Beyond Hollywood. 31 augusti 2002. http://www.beyondhollywood.com/v-the-final-battle-1984-mini-series-tv-review/. Läst 12 januari 2017.